# Anolis darlingtoni
Anolis darlingtoni este o specie de șopârle din genul Anolis, familia Polychrotidae, descrisă de Cochran 1935. Conform Catalogue of Life specia Anolis darlingtoni nu are subspecii cunoscute.